# Президентские выборы в Непале (2008)
Президентские выборы 2008 года были проведены в Непале с 19 по 21 июля. Выборы были непрямыми, президент и вице-президент страны избирались депутатами Учредительного собрания Непала, избранными в апреле 2008 года. Это были первые президентские выборы после упразднения монархии в стране.
В соответствии с временной Конституцией страны, правительство формируется на основе большинства в Учредительном собрании, президент избирается большинством голосов членов Учредительного собрания, а лидер оппозиции является членом Конституционного Совета. Ведущие политические партии страны — Непальский конгресс, Объединённая коммунистическая партия Непала (маоистская) и Коммунистическая партия Непала (объединённая марксистско-ленинская) — вели переговоры о кандидатуре президента. Непальский конгресс выдвигал на эту должность премьер-министра и временного главу государства Гириджа Прасада Коирала, в то время как коммунистическая партия Непала (объединённая марксистско-ленинская) выдвигала своего бывшего генерального секретаря Мадхава Кумара Непала. КПН (м), располагавшая большинством в Учредительном собрании, в свою очередь, собиралась выдвинуть собственную кандидатуру.

## Организация выборов
Выборы проводились специальной избирательной комиссией. 16 июля 2008 года был опубликован список избирателей, включавший 593 депутата Учредительного собрания. В Учредительном собрании Непала насчитывалось в общей сложности 601 место, но в пяти избирательных округах должны были пройти довыборы ещё три депутата Учредительного собрания не приняли присяге к этому моменту.

## Кандидаты
Представители КПН (м) 9 июня 2008 года заявили, что рассматривают следующие 5 кандидатур на пост президента:
- Сахана Прадхан
- Рамраджа Прасад Сингх
- Нара Бахадур Кармачарья
- Падма Ратна Туладхар
- Девендра Радж Пандей[5].

Переговоры между КПН (м) и КПН (омл) о выдвижении единого кандидата шли до 17 июля 2008 года, и были прерваны, поскольку стороны не смогли прийти к соглашению. Таким образом, все три главные политические партии Непала все выдвинули собственных кандидатов в президенты и вице-президенты. Все три основных кандидата в президенты были по национальности мадхеси. Крупнейшая партия мадхеси, Мадхеси Джана Адхикар Форум (МДАФ) объявила в этой связи, что она поддерживает кандидатуру Р. П. Сингха на пост президента, но выдвигает своего кандидата на пост вице-президента.
| Партия                                                              | Кандидат на пост президента | Кандидат на пост вице-президента |
| ------------------------------------------------------------------- | --------------------------- | -------------------------------- |
| Объединённая коммунистическая партия Непала (маоистская)            | Рам Раджа Прасад Сингх      | Шанта Шреста                     |
| Непальский конгресс                                                 | Рам Баран Ядав              | Мин Бахадур Бишвокарма           |
| Коммунистическая партия Непала (объединённая марксистско-ленинская) | Рамприт Пасван              | Аста Лакшми Шакья                |
| Мадхеси Джана Адхикар Форум                                         |                             | Пармананд Джа                    |

Непосредственно в день голосования КПН (омл) и МДАФ достигли соглашения о поддержке кандидатуры Непальского конгресса на пост президента, а КПН (омл) и Непальский конгресс согласились поддержать кандидатуру МДАФ на пост вице-президента, тем самым сведя на нет соглашение КПН (м) с тремя партиями мадхеси.

## Результаты выборов
19 июля 2008 года в голосовании приняли участие 578 членов Учредительного собрания из 593, имевших право голоса. Представители партий Раштрия Праджатантра, Раштрия Джанаморха, Рабоче-крестьянской партии Непала и Объединённой Коммунистической партии Непала бойкотировали выборы. Единственный депутат от партии Чур Бхавар Раштрия Экта, Кешав Прасад Мейнали, принял участие только в выборах вице-президента.
19 июля Пармананд Джа был избран вице-президентом Непала, получив 305 голосов и обойдя ближайшего соперника Шанта Шрестха от КПН (м), за которого было подано 243 голос. Президент Непала в этот день не был избран, поскольку ни один из кандидатов не набрал абсолютного большинства голосов. Лидеры голосования — Рам Баран Ядав и Рам Раджа Прасад Сингх получили 283 и 270 голосов соответственно.
21 июля прошёл второй тур президентских выборов. Кандидатуру Рам Баран Ядава поддержали КПН (омл) и МДАФ, в итоге он получил 308 членов, а Рам Раджа Прасад Сингх набрал 282 голоса.
После этого спикер Учредительного собрания Кул Бахадур Гурунг официально объявил о победе Рам Ядава. Ядав стал первым президентом Непала после упразднения монархии в стране и перехода к республиканской форме правления.
Выборы президента

Источник: www.nepalnews.com
| Кандидат                   | Партии | Число поданных голосов в первом туре | Число поданных голосов во втором туре |
| -------------------------- | --- | ------------------------------------ | ------------------------------------- |
| Рам Баран Ядав             | Непальский конгресс Коммунистическая партия Непала (объединённая марксистско-ленинская) Мадхеси Джана Адхикар Форум | 283                                  | 308                                   |
| Рам Раджа Прасад Сингх     | Объединённая коммунистическая партия Непала (маоистская)                                                            | 270                                  | 282                                   |
| Недействительные бюллетени | | 24                                   |                                       |

Выборы вице-президента
| Кандидат      | Партия | Подано голосов |
| ------------- | --- | -------------- |
| Пармананд Джа | Мадхеси Джана Адхикар Форум Непальский конгресс Коммунистическая партия Непала (объединённая марксистско-ленинская) | 305            |
| Шанта Шреста  | Объединённая коммунистическая партия Непала (маоистская)                                                            | 243            |